# Miroslav Krejča (herec)
Miroslav Krejča (1. července 1931 Jindřichův Hradec – 11. června 2005 Praha) byl český herec, spisovatel, intelektuál, novinář, dramatik, překladatel a fotograf. Vyrůstal v Soběslavi.

## Herec
- Vysoká modrá zeď, 1973 (Trejbal)
- Tři oříšky pro Popelku, 1973 (čeledín s pečení)
- Dny zrady, 1973 (člen předsednictva Společnosti národů)
- Větrné moře, 1973 (adjutant velitele britské jednotky)
- Údolí krásných žab, 1973 (praporčík VB)
- Sedmého dne večer, 1974 (nadporučík Hromádky)
- Sarajevský atentát, 1975 (agent)
- Akce v Istanbulu (agent)
- Dvojí svět hotelu Pacifik, 1975 (host s dýmkou)
- Smrt načerno, 1976 (strážmistr Válka)
- Osvobození Prahy, 1976 (člena vlády generála Antonína Hasaly)
- Noc klavíristy, 1976 (zedník Drábek)
- Malá mořská vála, 1976 (host na zlaté lodi)
- Tichý Američan v Praze, 1977 (stenograf)
- Což takhle dát si špenát, 1977 (čišník)
- Báječní muži s klikou, 1978 (člen poselstva)
- Jak se zranit ve službě, 1978
- Lásky mezi kapkami deště, 1979 (vedoucí prodejny)
- Osamělý jezdec, 1979
- Jak napálit advokáta, 1980 (náměstek)
- Temné slunce, 1980 (miliardářův sluha)
- Královská hra, 1980
- Vlak dětství a naděje, 1985 seriál
- Panoptikum Města pražského, 1986 seriál
- Bude řeč o penězích, 1988
- Bankovní dům Daubner, 1988
- Dobrodružství kriminalistiky, 1989 seriál
- Klauni a vlastenci, 1991
- Náhrdelník, 1992 seriál
- Arabela se vrací, 1993 seriál

## Spisovatel

### Knihy - pohádky
- Strašidlo Doudlo – jihočeské pohádky odehrávající se v Soběslavském lese Svákově
- Putování vodníků od rybníka k rybníku

### Knihy - romány
- Tažní ptáci (1987)

### Divadelní hry
- Jak se loví tygři
- Už vám není dvacet let, paní Bláhová